# Florian Loshaj
Florian Loshaj, född 13 augusti 1996, är en kosovoalbansk fotbollsspelare som spelar för İstanbulspor i TFF 1. Lig. Han representerar även det kosovanska landslaget.

## Karriär
Den 15 januari 2020 värvades Loshaj till Cracovia, där han skrev på ett treårskontrakt.